# MECIPT

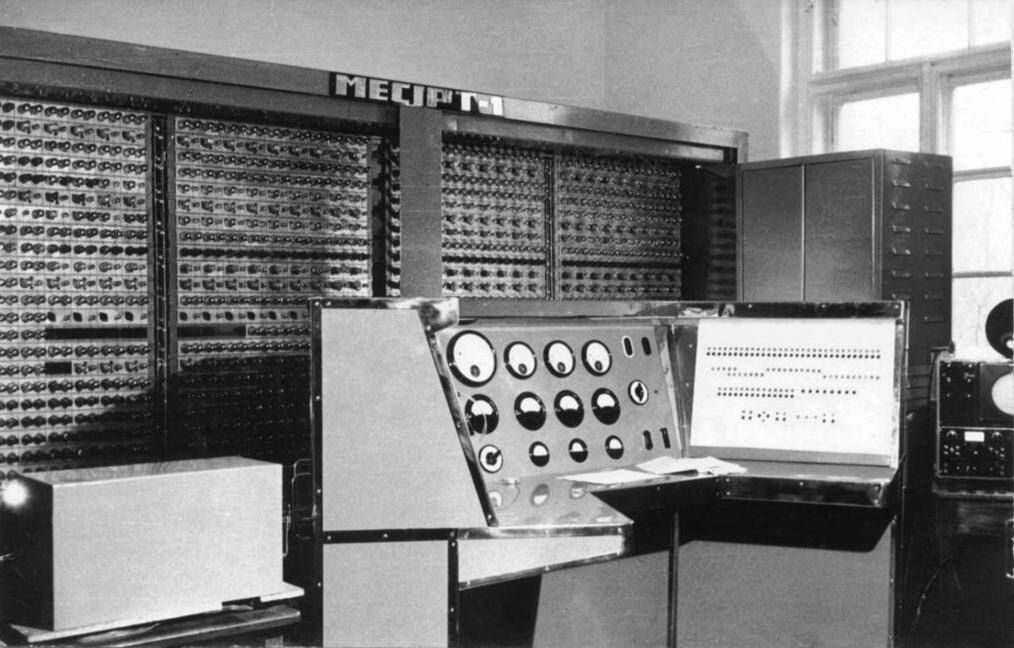
Calculatorul MECIPT-1 în laboratorul Facultății de Electrotehnică, 1961

MECIPT este acronimul pentru „Mașina Electronică de Calcul a Institutului Politehnic Timișoara". Acronimul s-a referit la trei calculatoare, numerotate 1, 2, respectiv 3.
MECIPT-1, pus în funcțiune în 1961, a fost un calculator de generația întâi, cu tuburi electronice, primul calculator electronic construit într-o universitate din România și al doilea din țară după CIFA-1 de la Institutul de Fizică Atomică-Măgurele. Calculatorul a fost folosit atât în procesul didactic, cât și pentru calculele necesare unor obiective cum au fost barajul Vidraru și pavilionul RomExpo.
MECIPT-2, pus în funcțiune în 1965, a fost un calculator de generația a doua, cu tranzistoare și memorie cu ferite. Calculatorul a fost construit pentru DSAPCB Timișoara și folosit de acesta pentru proiectări.
MECIPT-3 a fost un proiect care n-a mai fost finalizat integral. El urma să fie un calculator de generația a treia, însă imediat după lansarea proiectului România a achiziționat de la Compagnie internationale pour l'informatique licența calculatorului Iris 50, care a fost produs industrial sub denumirea de Felix C-256.

## MECIPT-1
Documentarea pentru realizarea calculatorului MECIPT-1 (Mașina Electronică de Calcul a Institutului Politehnic Timișoara) a fost începută în anul 1955 de Iosif Kaufmann și Wilhelm Löwenfeld, iar proiectarea în 1956, Kaufmann fiind principalul proiectant. Construcția propriu-zisă s-a făcut în clădirea Liceului Piarist din Timișoara, sediul din acea perioadă al Facultății de Electrotehnică. Calculatorul a fost pus în funcțiune în 1961. Pentru exploatarea sa, și având în vedere că alt colectiv lucra sub conducerea prof. Alexandru Rogojan la calculatorul CETA, în cadrul facultății s-a înființat Centrul de Calcul (cu statut de centru de cercetare), având ca președinte pe prorectorul Gheorghe Silaș.
La colectiv s-au alăturat în 1961 Vasile Baltac, în acel moment student în anul IV la IPT,
angajat propriu-zis la 29 august 1962
și, în octombrie 1962, matematicianul Dan Farcaș.

### Construcție

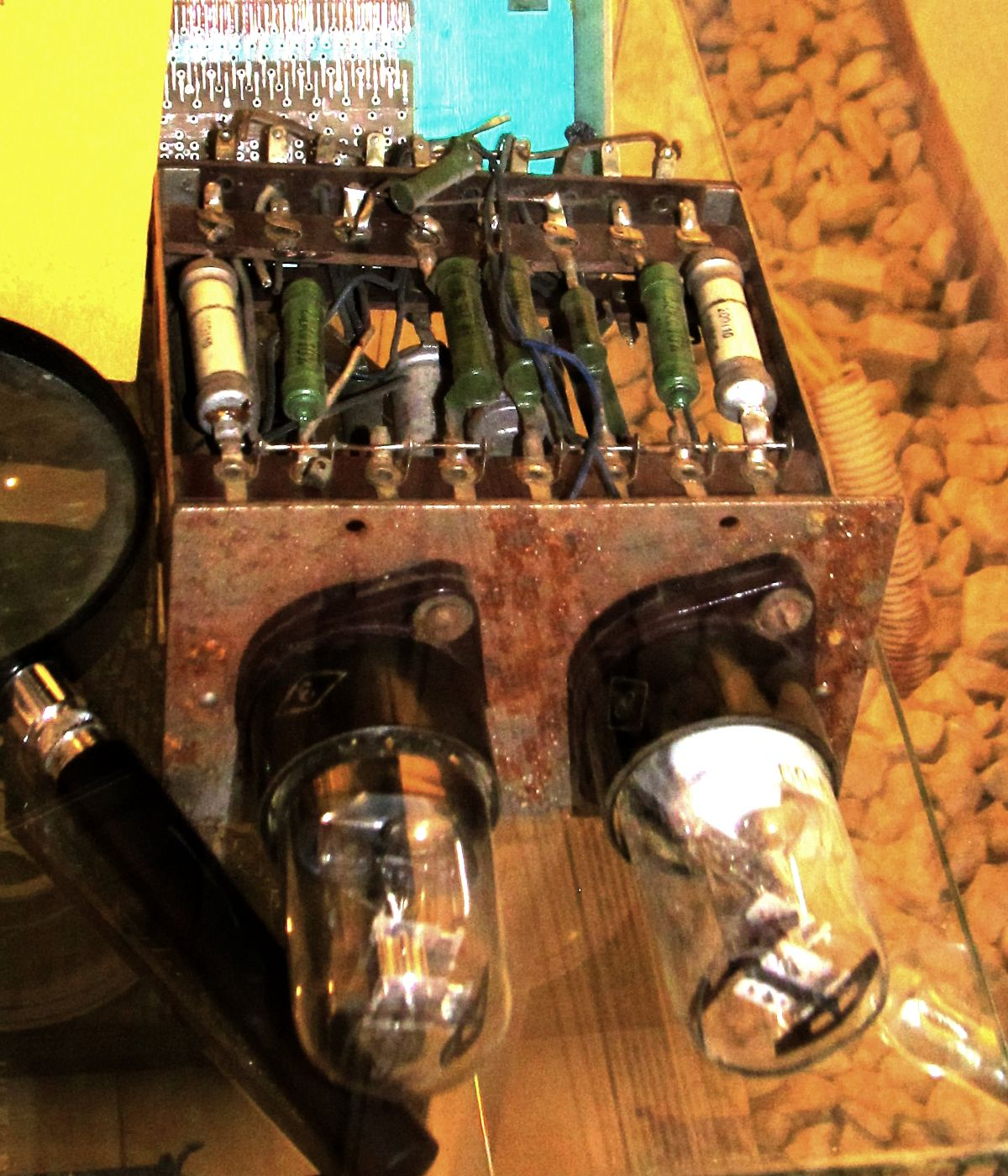
Bistabil cu triode

MECIPT-1 a fost un calculator de prima generație, conceput ca o mașină de tip paralel în virgulă fixă. Era alcătuit din 2000 de tuburi electronice (triode), peste 20000 de condensatoare și rezistoare, 30 km de fire și 100 000 de lipituri. Puterea consumată era de cca. 10 kW.
În epocă exista puțină documentație. Documentația de care se dispunea era în majoritate de proveniență sovietică, pentru calculatorul M-3. Exista un protocol („conceptul Sofia”) între țările ce făceau parte din CAER, care prevedea punerea în comun a rezultatelor organizațiilor științifice. M-3 era un proiect științific, astfel că documentația pentru el era gratuită pentru aceste țări. Löwenfeld a obținut o parte din documentație, precum și multe componente (triode, rezistoare, condensatoare) de producție sovietică în urma unei deplasări la Leningrad și Moscova.
Unele componente pentru calculatoare, cum ar fi memoria, erau produse în serie la Minsk, însă diseminarea lor în afara URSS era limitată. Totuși, componente și documentație au fost livrate și Chinei, precum și Ungariei, în acesta din urmă reproducându-se memoriile pe tambur magnetic. Ca urmare, acest tip de calculator era în construcție în mai multe locuri, dar fiecare își construia o variantă proprie. Între colectivele respective nu existau schimburi de experiență, ci, practic, concurență. Programele nu erau portabile, deoarece la început compatibilitatea n-a fost recunoscută ca fiind importantă.. Calculatoarele concepute în această perioadă în România: CIFA, MECIPT, DACICC nu aveau nimic în comun cu M-3 și erau de concepție integral a colectivelor de cercetare respective.

#### Unitatea aritmetică și logică
Circuitele logice și registrele de lucru erau formate din porți și bistabili realizați cu triode. Tensiunea pentru valoarea logică „0” era de 65 V, iar cea pentru valoarea logică „1” de 185 V. Formatul instrucțiunilor era pe 15 biți, 5 biți pentru partea de comandă (codul instrucțiunii, care permitea deci un set de 32 de instrucțiuni cablate) și o singură adresă, pe 10 biți.
Unitatea aritmetică și logică, (dispozitivul aritmetic) dispunea de registrul acumulator (sumator, S), care avea 31 de biți. El putea stoca fie un număr binar subunitar de 30 de biți precedat de semnul pe un bit, fie două instrucțiuni de 15 biți (intercalate, întâi cele două părți de comandă, apoi cele două adrese), fie 6 caractere, fiecare pe 5 biți. Pentru operațiile de înmulțire și împărțire era nevoie ca acesta să fie extins (&) cu încă un registru, I, de 30 de biți. Al doilea operand al operațiilor aritmetice și logice era stocat în registrul M (memorie), de 31 de biți. Tot M conținea și valoarea citită din memorie, sau care urma să fie scrisă în memorie conform adresei din instrucțiune.
Calculatorul putea efectua în mod cablat doar operația de adunare. Operațiile de scădere, înmulțire și împărțire erau microprogramate (en), procedeu inspirat din lucrările lui Maurice Wilkes de la Universitatea Cambridge și aplicat la calculatorul EDSAC.
Reprezentarea numerelor se făcea în complement față de unu (en) (cod invers). La adunarea operanzilor cu același semn se verifica semnul rezultatului, iar dacă acesta nu corespundea cu semnul operanzilor se semnaliza depășirea capacității registrului S prin aprinderea indicatorului DCR, după care mașina se oprea. Depășirea capacității registrului nu putea avea loc dacă semnele celor doi operanzi erau diferite. Scăderea se reducea la adunare prin schimbarea semnului celui de al doilea operand.
La înmulțire și împărțire se opera cu modulele operanzilor, iar la rezultate se atașau semnele corespunzătoare. Deînmulțitul se plasa în registrul I, înmulțitorul în registrul M, iar registrul S era inițializat cu 0. Dacă ultimul bit din registrul I era 1, conținutul registrului M se aduna la S, iar dacă era 0, nu se aduna. Apoi registrele S & I erau deplasate la dreapta cu o poziție. După 30 de pași în registrele S & I se obținea produsul. La operația de înmulțire nu putea apărea depășirea capacității registrului.
La împărțire deîmpărțitul se afla în registrele S & I (ultimul inițializat de obicei cu 0), iar împărțitorul în M. Împărțitorul era scăzut din S & I. Inversul semnului rezultatului era adăugat la registrul I, iar dacă rezultatul era negativ împărțitorul era readunat la S. Apoi S & I erau deplasate la stânga cu o poziție. După 30 de pași registrul I conținea câtul, iar registrul S restul. La operația de împărțire, dacă deîmpărțitul era mai mare decât împărțitorul apărea depășirea capacității registrului, fapt semnalat încă de la prima cifră a câtului.

#### Memoria

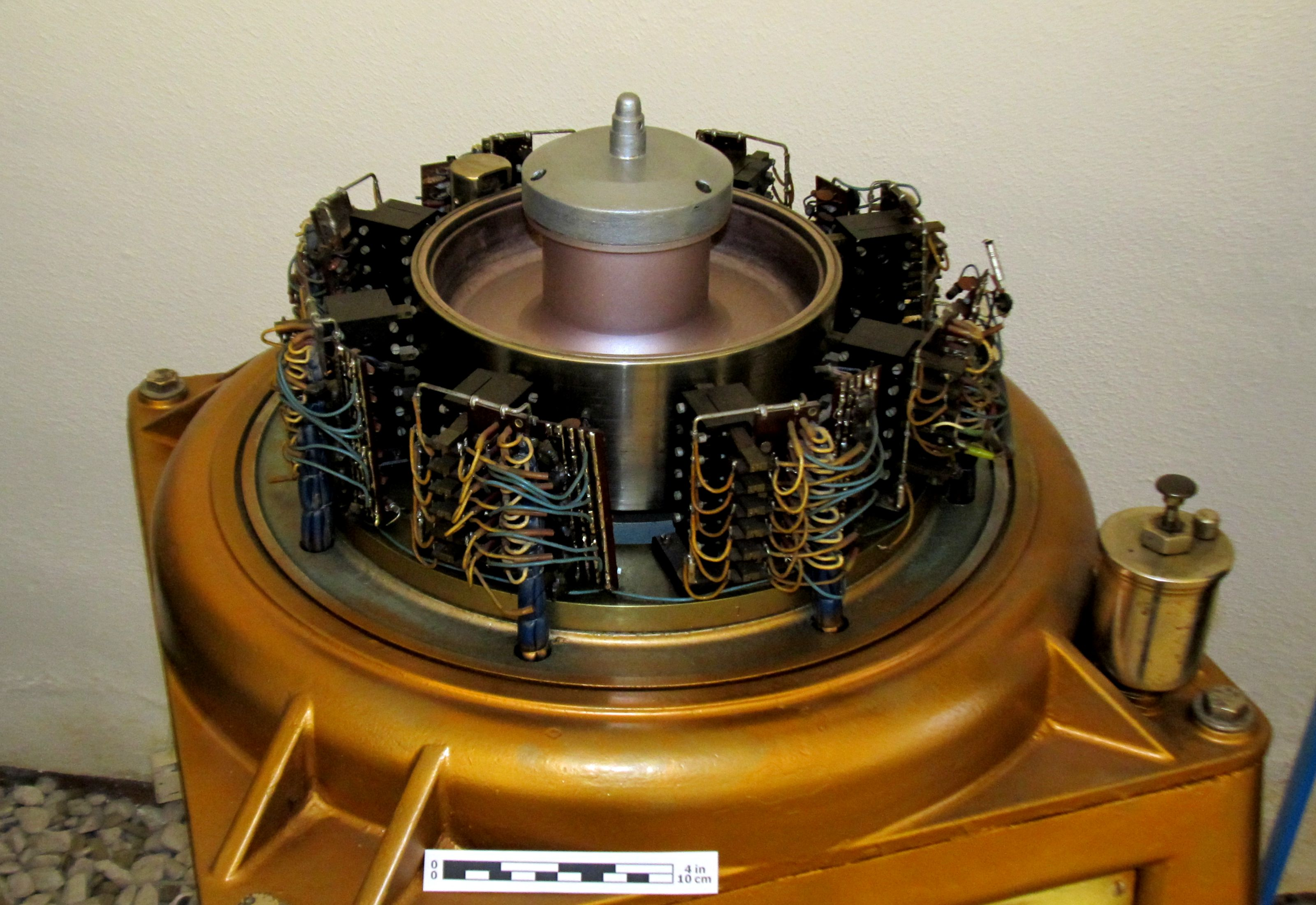
Tamburul memoriei MECIPT-1

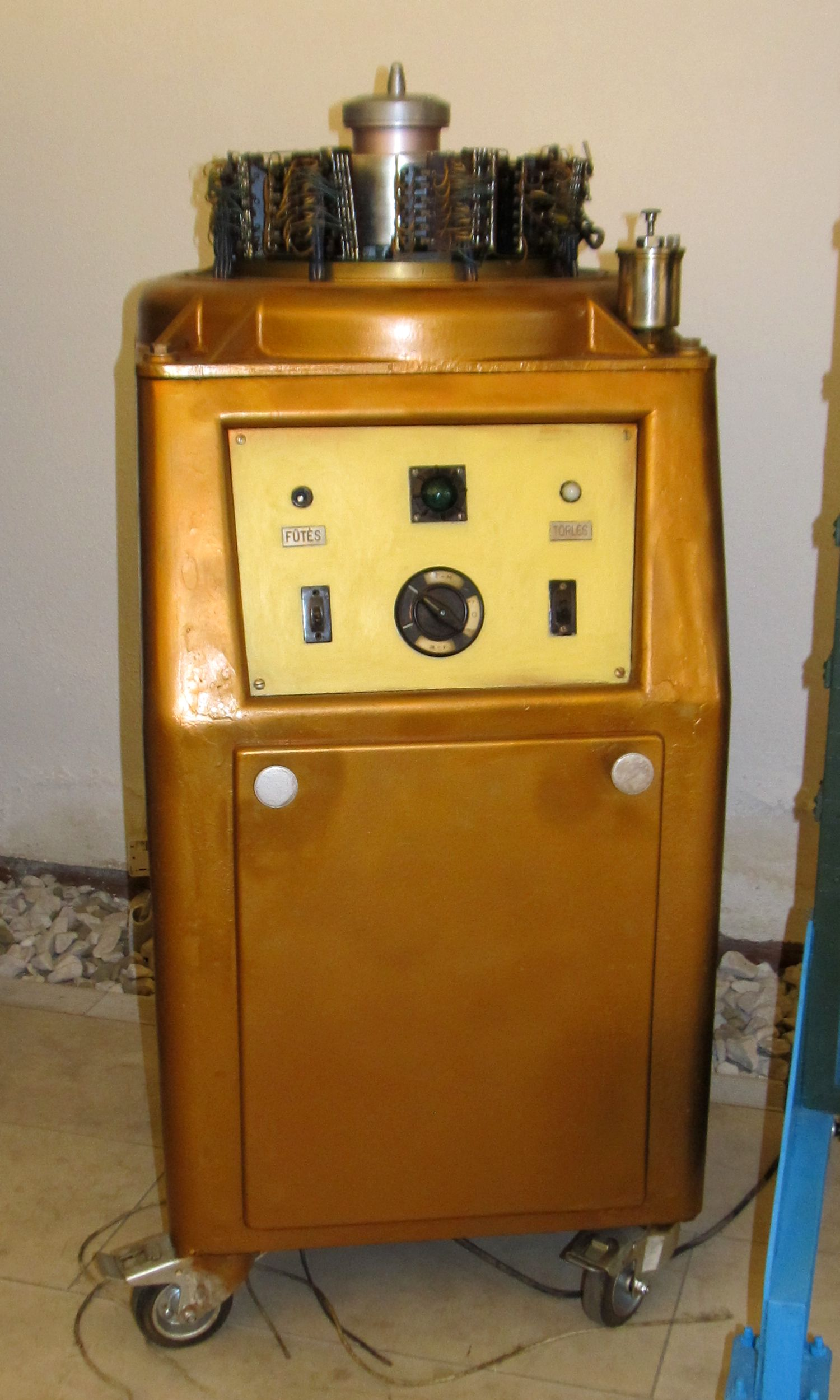
Instalația de memorie cu tambur magnetic a MECIPT-1

Performanțele acestor calculatoare erau dictate de memorie, care era pe un tambur magnetic. Aceasta a fost procurată din Ungaria, în urma „colaborării” — de fapt a solicitării de a primi fără plată — cu prof. Győző Kovács (hu) un pionier al informaticii maghiare, șeful Grupului de Cercetare pentru Cibernetică (maghiară Kibernetikai Kutató Csoport – KKCs) al Academiei Maghiare de Științe (hu/en) (MTA). Tamburul primit nu era nou, dar era perfect funcțional, cu o capacitate de memorare destul de mare în epocă, de 1024 de adrese, fiecare adresă având 31 de biți — în termeni actuali aproape 4 KiB. Tamburul era divizat în 33 de piste, care erau citite de 33 de capete fixe, grupate în 8 grupuri distribuite în jurul tamburului, Dintre acestea, 31 de piste corespundeau celor 31 de biți ai unei celule de memorie, iar celelalte două piste serveau la sincronizare și numărarea adreselor (pista de tact), respectiv la identificarea începutului pistelor (pista de inițializare). Pe fiecare pistă se puteau înregistra 1024 de biți, corespunzători numărului de adrese. Accesul la informația de la o adresă era simultan pentru toți cei 31 de biți ai adresei.
Tamburul se rotea cu viteza de 50 rot/s, ceea ce determina și cadența de acces a memoriei, adică numărul de instrucțiuni pe secundă al calculatorului. Ulterior această cadență a fost mărită (70–80 instrucțiuni pe secundă) prin forțarea numărătorului de adrese de a număra din 2 în 2, întâi cele 512 de adrese pare, apoi cele 512 de adrese impare, operație considerată în epocă ca fiind o inovație. Interfața, cunoscută în epocă sub denumirea de cuplor, a fost realizată pe baza schemelor primite odată cu tamburul magnetic, necesitând și ea c. 200 tuburi electronice. Memoria pe tambur era, în principiu, nevolatilă, astfel că informația din ea nu era pierdută la oprirea calculatorului. Asta permitea oprirea calculatorului seara și reluarea lucrului dimineața, mai ales că, datorită vitezei mici, rularea unor programe dura chiar mai multe zile. Totuși, uneori apăreau și incidente, care la oprire alterau conținutul.

#### Pupitrul de comandă

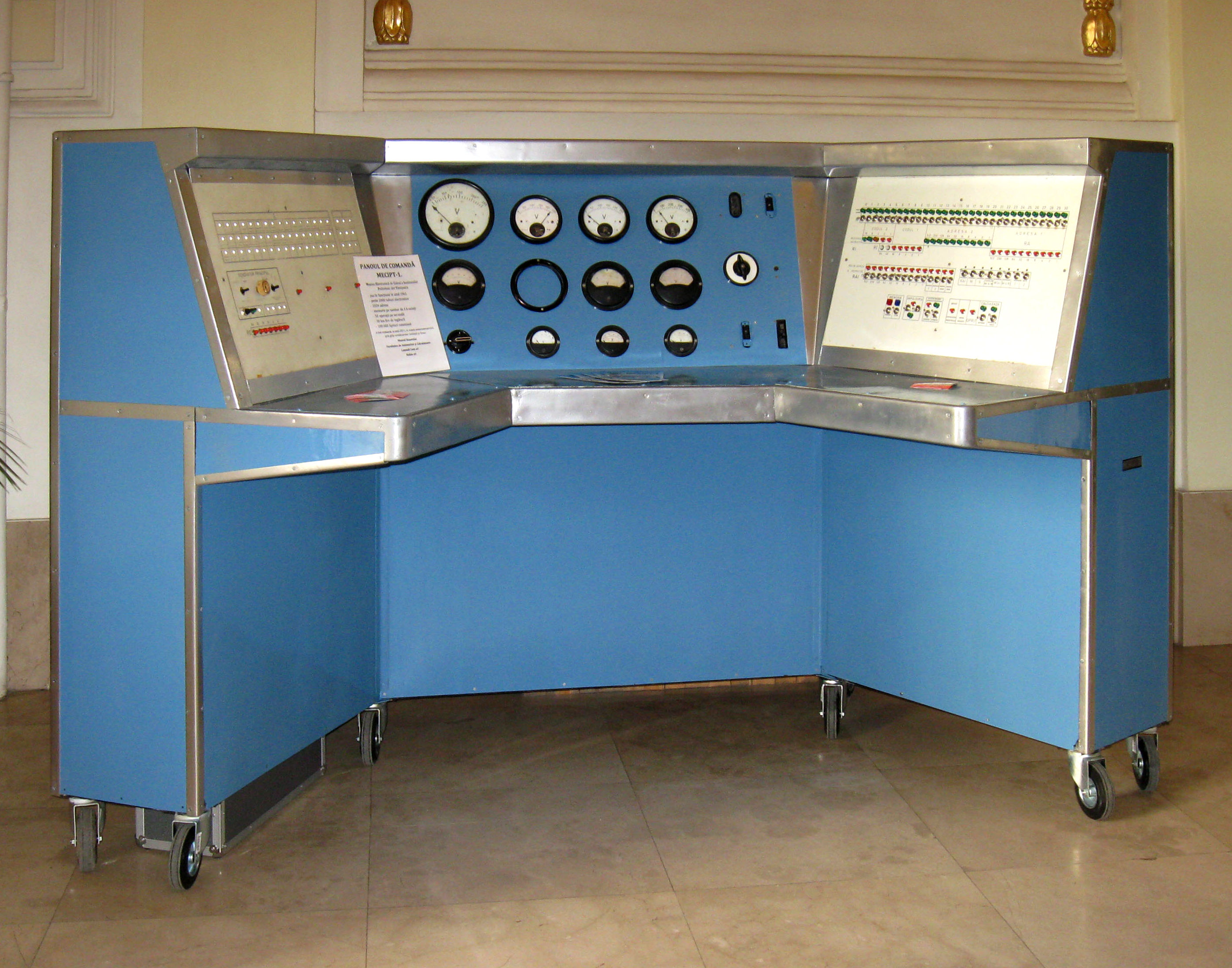
Pupitrul de comandă (restaurat)

Pupitrul de comandă avea trei părți. Partea din stânga permitea efectuarea programelor pas cu pas, inclusiv pașii microprogramați, în vederea depanării. Partea centrală conținea instrumente de măsură a tensiunii de alimentare. Partea din dreapta afișa conținutul registrelor (memorie – M, instrucțiuni – RI, adresa instrucțiunii curente – RAI) și indicatorilor, cu ajutorul unor beculețe dublate de comutatoare. Beculețul aprins semnifica valoarea „1”, iar stins valoarea „0”.

#### Periferice

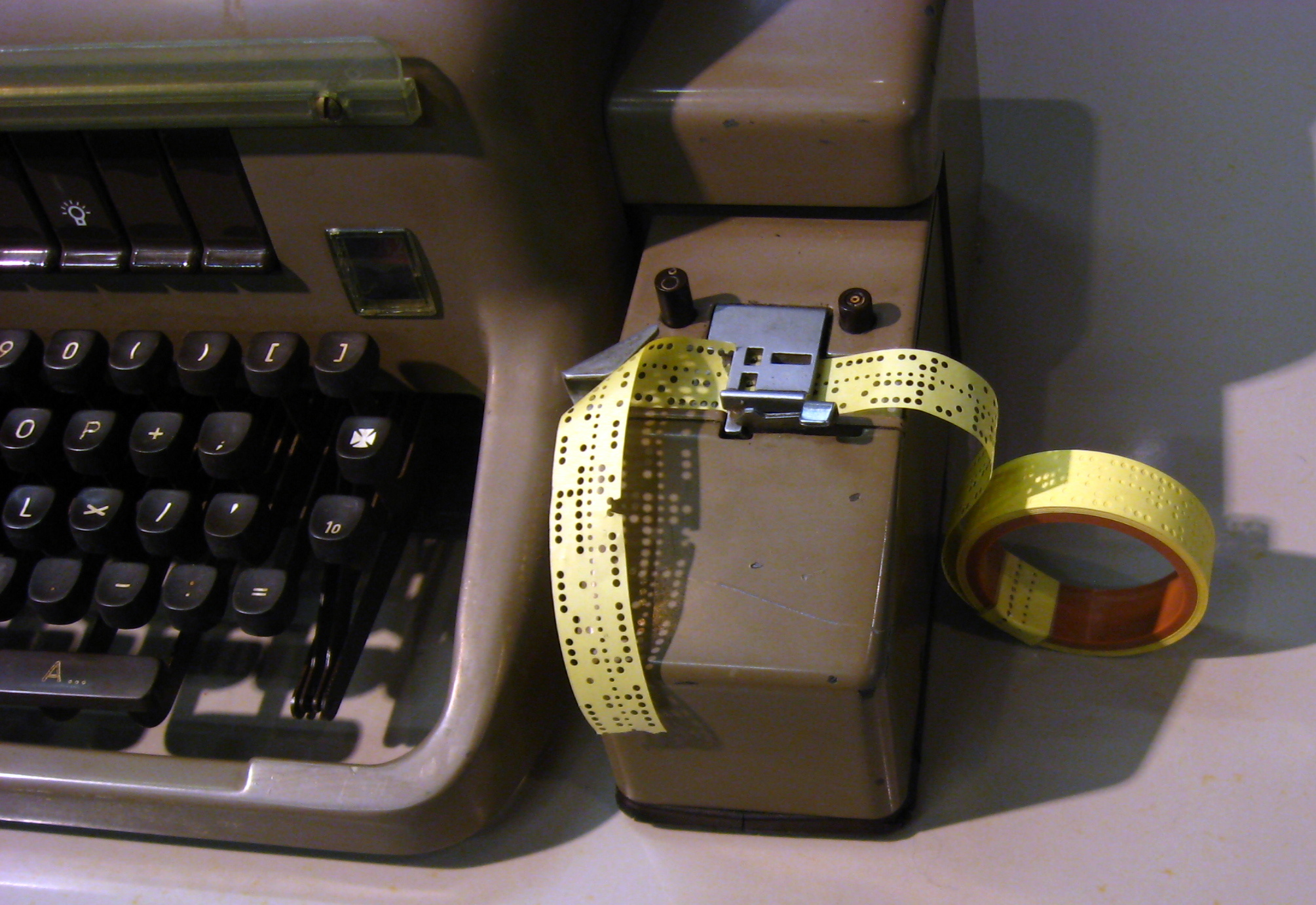
Bandă perforată și cititor de bandă asemănătoare cu cele folosite la MECIPT-1 (dar nu exista întregul teleimprimator)

Introducerea programelor (instrucțiunilor) și a datelor se făcea cu bandă perforată (en) cu 5 coloane, citită cu un cititor de bandă provenit de la un teleimprimator. Pentru a evita conversiile, perforarea benzii nu se făcea în codul teleimprimatoarelor, ci direct în binar, o perforație corespunzând valorii „0”, iar lipsa ei valorii „1”. Lățimea benzii fiind de 11/16" (17,46 mm), rola încăpea perfect în cutiile pentru bomboane „CIP”. Cititorul de bandă era mecanic, ceea ce uza repede benzile de hârtie, astfel că ele trebuiau recopiate frecvent, înainte de a se deteriora. Problema a fost rezolvată mai bine prin obținerea de la Fabrica de bere a unor benzi cu inserție de plastic, folosite de unele utilaje ale fabricii, în cadrul unei colaborări privind asistența tehnică pentru acestea. În caz de agățare a benzii perforate în timpul citirii exista o protecție și situația era indicată la pupitrul de comandă.
Extragerea rezultatelor se făcea cu o mașină de scris obișnuită pe post de imprimantă, având montate deasupra tastelor niște relee sub forma unor bastonașe, care acționau fiecare tastă. La nevoie mașina de scris putea fi înlocuită cu una similară. Schimbarea hârtiei se făcea manual. Se putea comanda fie imprimarea dintr-un set de 16 caractere (codul 14 nu era folosit) format din cifre, spațiu, minus, punct, virgulă și întoarcerea carului (combinația CR+LF), fie dintr-un set de 30 de caractere (codul 31 nu era folosit) format din spațiu și cele 26 de litere ale alfabetului englez, la care se adăugau literele cu diacritice „ă”, „î”, „ș” și „ț”. Selectarea releului care acționa tasta se făcea cu o matrice decodificatoare cu diode.
Toate aceste echipamente consumau mult curent, care încălzea camera, în zilele călduroase temperatura putând depăși 40 °C. Pentru limitatrea temperaturii exista un ventilator puternic care evacua aerul cald (dar care consuma și el 10 kW), iar vara se opera noaptea.

### Programare

#### Instrucțiuni
| Cod | Mnemo- nică | Adresă | Efect                                                                |
| --- | ----------- | ------ | -------------------------------------------------------------------- |
| 0   | O           | Y      | Oprire. La repornire reluare de la y                                 |
| 1   | U           | Y      | S ← y                                                                |
| 2   | UN          | Y      | S ← –y                                                               |
| 3   | UM          | Y      | S ← \|y\|                                                            |
| 4   | UMN         | Y      | S ← –\|y\|                                                           |
| 5   | A           | Y      | S ← s + y                                                            |
| 6   | SC          | Y      | S ← s – y                                                            |
| 7   | AM          | Y      | S ← s + \|y\|                                                        |
| 8   | SCM         | Y      | S ← s– \|y\|                                                         |
| 9   | IN          | Y      | S & I ← s × y                                                        |
| 10  | INR         | Y      | S ← s × y , rotunjit                                                 |
| 11  | D           | Y      | I ← s : y , S ← rest                                                 |
| 12  | MS          | Y      | Y ← s + y                                                            |
| 13  | T           | Y      | salt (transfer) la y                                                 |
| 14  | TPO         | Y      | salt la y dacă s ≥ 0                                                 |
| 15  | TN          | Y      | salt la y dacă s < 0                                                 |
| 16  | TO          | Y      | salt la y dacă s ≠ 0                                                 |
| 17  | DLS         | 32-n   | deplasare logică stânga S & I cu „n” poziții                         |
| 18  | DLD         | 32-n   | deplasare logică dreapta S & I cu „n” poziții                        |
| 19  | DS          | 32-n   | deplasare logică stânga S cu „n” poziții                             |
| 20  | DD          | 32-n   | deplasare logică dreapta S cu „n” poziții                            |
| 21  | ME          | Y      | memorare s la y                                                      |
| 22  | ISME        | Y      | memorare i la y                                                      |
| 23  | UI          | Y      | I ← y                                                                |
| 24  | CU          |        | comanda următoare (NOP)                                              |
| 25  | IL          | Y      | S ← s ∙ y (produs logic)                                             |
| 26  | AC          | 0073   | pornește automatul ICR                                               |
| 26  | AC          | 0091   | imprimă litere conform s0s1s2s3s4                                    |
| 26  | AC          | 0092   | oprește automatul ICR                                                |
| 26  | AC          | 0094   | imprimă cifre conform s0s1s2s3                                       |
| 26  | AC          | 0105   | S ← i                                                                |
| 27  | CIT         | Y      | citește un caracter de pe bandă și memorează aliniat la dreapta la y |
| 28  | TICR        | Y      | transfer y la ICR                                                    |

Inițial programarea era în cod mașină. Setul de instrucțiuni conținea instrucțiuni de transfer a numerelor cu semnul lor sau cu semn schimbat, respectiv a modulelor lor între diverse registre, deplasarea registrelor S și S & I la stânga și la dreapta, operații aritmetice, produs logic, o instrucțiune de citire a cititorului de bandă, o instrucțiune de tipărire la mașina de scris.
Încă de la început se folosea un pseudocod cu mnemonici pentru instrucțiuni.
Deoarece zona de comandă a instrucțiunii era pe 5 biți, cea de adresă pe 10 biți, iar banda perforată era cu 5 coloane, prof. de matematică A. Geier preconiza folosirea sistemului de numerație cu baza 32, numerele fiind scrise cu cifre zecimale, în plaja 0 ÷ 31. Astfel, comanda era reprezentată printr-o cifră, iar adresa prin două. Notația propusă pentru adrese era cu cifrele separate de caracterul punct și virgulă. De exemplu adresa 945 era notată cu:
94510 = 29 x 32 + 17 = 29;1732
astfel adresele erau numerotate între 0;0 ÷ 31;31. Se propunea întocmirea programelor direct în baza 32, evitându-se sistemul zecimal. Argumentul era că astfel se folosesc toate cele cinci coloane ale benzii perforate, două instrucțiuni de 15 biți (capacitatea unei adrese de pe tambur) putând fi introduse prin doar șase caractere citite, în timp ce folosirea sistemului octal ar fi necesitat 12 caractere citite (2+2 pentru cele două comenzi și 4+4 pentru cele două adrese). În pseudocod aspectul instrucțiunilor era în acest caz:
adresa   cmd1   cmd2     adr1     adr2
  0:3       CIT       DS       0;1       0;5
Această abordare optimiza operațiile de perforare, dar era incomodă pentru introducerea informației de la comutatoare (o activitate curentă), motiv pentru care operatorii (care erau de fapt și programatorii) preferau sistemul octal, în care cifrele binare erau grupate pe câte trei biți, grupe simbolizate de cifrele 0 – 7. Cifrele octale se introduceau la comutatoare cu trei degete, activitate care aducea cu cântatul la pian. Sistemul octal a fost preferat chiar și la listarea programelor, motivul fiind depanarea de la comutatoare, aspectul instrucțiunilor de mai sus devenind:
adresa   cmd1   adr1     cmd2     adr2
  0003     33      0001       23       0033
Rezolvarea unei probleme presupunea existența în memoria calculatorului a mai multor secvențe de program, numite în epocă chiar programe. În afară de programul principal, care trata problema propriu-zisă, era nevoie de programe care introduceau sau extrăgeau date, calculau funcții matematice etc. Aceste programe lucrau ca subprograme și erau încărcate în memorie la diferite adrese, conform unui plan de ocupare a memoriei, plan care era și el încărcat în memorie și conținea adresele de amplasare ale programelor. Programarea se făcea cu adrese relative la începutul secvenței, urmând ca la introducere aceste adrese să fie relocate printr-un proces asemănător cu acțiunea editorului de legături (en) actual. Ca urmare, câmpul de adresă al instrucțiunii putea conține fie o adresă absolută, fie una relativă, fie un parametru („pseudoadresă”). La încărcare, adresele absolute și parametrii rămâneau cum erau, dar la adresele relative trebuia adunată adresa de amplasare în memorie. Pentru a-i semnala programului încărcător că o instrucțiune conținea o adresă relativă, acestă instrucțiune era marcată. Marcajul era un caracter pe banda perforată plasat înaintea fiecărei instrucțiuni, având valoarea „0” pentru instrucțiunile care conțin adrese relative și „1” pentru celelalte. Faptul că memoria pe tambur nu era volatilă permitea reacoperirea unor programe executate succcesiv.

#### Numere în virgulă fixă
Reprezentarea numerelor în virgulă fixă era inițial pe 30 de biți, cu virgula imediat după bitul semn. Acesta avea valoarea „0” pentru numere pozitive și „1” pentru numere negative. Cei 30 de biți ai mantisei corespundeau unui număr de {\displaystyle 30\lg 2=9,03\approx 9\,} cifre zecimale, de aceea numerele erau introduse cu 10 cifre zecimale, prima fiind semnul, iar celelalte nouă mantisa.
Ulterior s-a folosit și stocarea numerelor întregi din domeniul –10000 ÷ 10000 pe câte 15 biți, câte două la o adresă. Asta a mărit capacitatea calculatorului pentru probleme care nu necesitau precizie ridicată.

#### Numere în virgulă mobilă
Reprezentarea numerelor în virgulă mobilă se făcea pe două adrese consecutive, în prima era plasată mantisa în formă normalizată, iar în a doua exponentul, care era aliniat la dreapta și putea fi numai pozitiv. Exponentul era introdus printr-o singură cifră zecimală, plasată după număr. Exemple de astfel de numere:
{\displaystyle {\sqrt {2}}=1,414213562=10^{1}\cdot 0,141421356\to \mathbf {0} _{(,)}141421356\mathbf {1} \,}
{\displaystyle -0,07321=-10^{0}\cdot 0,073210000\to \mathbf {1} _{(,)}073210000\mathbf {0} \,}
{\displaystyle -{\frac {3\pi }{4}}=-2,356193284=-10^{1}\cdot 0,235619328\to \mathbf {1} _{(,)}235619328\mathbf {1} \,}
Întrucât exponentul era o singură cifră zecimală, se puteau introduce numere între 10–9 ÷ 109  (de fapt, mașina trata doar cifrele din intervalul 10–8 ÷ 108 ), cele subunitare fiind afectate de erori similare celor reprezentate în virgulă fixă. Ulterior s-a folosit un format de virgulă mobilă „lungă”, care permitea reprezentarea numerelor din gama 10–512 ÷ 10512. Evident, tratarea acestor numere nu era simplă, Gavril Gavrilescu elaborând un program de conversie.

### Software

#### Programe de testare

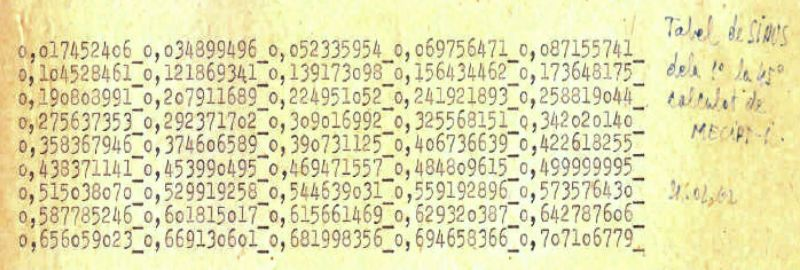
Tabelă de sinusuri – rezultate

Primul program de test a bunei funcționări, a fost program din 1961 care tabela funcția sinus în intervalul 1° ÷ 45° din grad în grad. Precizia de calcul era de 8 cifre zecimale. Altă metodă de testare a bunei funcționări se baza pe programe care foloseau coduri detectoare și corectoare de erori (en).

#### Supervizor I/O
Era un rudiment de sistem de operare rezident în memorie care trata introducerea/extragerea programelor prin intermediul benzii perforate, introducerea numerelor întregi reprezentate pe 15 biți și a numerelor în virgulă mobilă „scurtă” și „lungă” și extragerea rezultatelor la mașina de scris în formă naturală. Evident că și el trebuia încărcat în memorie, încărcare care se făcea cu un program preîncărcător de c. 15 instrucțiuni, care trebuia introdus manual de la comutatoare.

#### Compilatoare
Memoria mică a MECIPT 1 nu a permis realizarea de asambloare sau compilatoare. Pentru MECIPT 2 Gavril Gavrilescu, Dan Farcaș și Ștefan Mărușter au realizat în 1965 un asamblor. În 1967 Dan Farcaș a scris un translator pentru limbajul de asamblare („Autocod”).
De asemenea, s-a lucrat la programe care compilau structuri standard ale limbajului FORTRAN, cum ar fi tratarea expresiilor matematice, variabile simple și tablouri, structura IF–THEN, ciclul de forma FOR 1 TO n DO, subrutine cu sau fără parametri.

#### Bibliotecă matematică
Pentru rezolvarea problemelor științifice, s-au scris subprograme care calculau:
- funcții matematice: radical, logaritmice, exponențiale și hiperbolice (en), trigonometrice;[30]
- sisteme de ecuații liniare, inversarea matricelor, vectori și valori proprii,[50] metoda Gauss–Seidel (en);[30][46]
- sisteme de ecuații neliniare (en): Newton, metoda secantei (en), metoda gradientului conjugat (en), metoda Broyden (en);[46][50]
- interpolare (en) și aproximare (en): interpolare Lagrange, Newton, aproximare prin metoda celor mai mici pătrate și prin polinoame Cebîșev (en);[50][46]
- integrare numerică (en): metoda trapezelor (en), metoda Simpson (en),[50]
- ecuații diferențiale și Ecuații cu derivate parțiale: metoda Euler (en), diverse alte formule, metoda diferențelor finite (en),[50] metoda Runge–Kutta (en);[30][46]
- funcții statistice.[50]

### Utilizări

#### Calcul numeric
MECIPT-1 a fost utilizat încă de la început în cercetare și diverse proiecte industriale. Au fost făcute calculele pentru turnarea betonului la barajul Vidraru, pe Argeș, lucarea executată de o echipă a ISPH București. Manual aceste calcule ar fi necesitat circa 9 luni iar cu ajutorul lui MECIPT-1 au fost terminate în doar 18 zile, inclusiv cu transcrierea finală a tabelelor ce puteau fi trimise direct pe șantier. Un alt proiect important a fost reproiectarea cupolei de la RomExpo, deteriorată la începutul anilor 1960. Proiectul a aparținut acad. Dan Mateescu de la Catedra de Construcții Metalice a IPT, programarea și calculele lui Vasile Baltac. De asemenea a fost automatizat procesul de fabricație la Fabrica de Bere, au fost făcute calcule necesare proiectării și consolidării a numeroase clădiri, simulări pentru o posibilă hidrocentrală pe Dunăre și s-a redimensionat rețeaua de apă a Aradului.

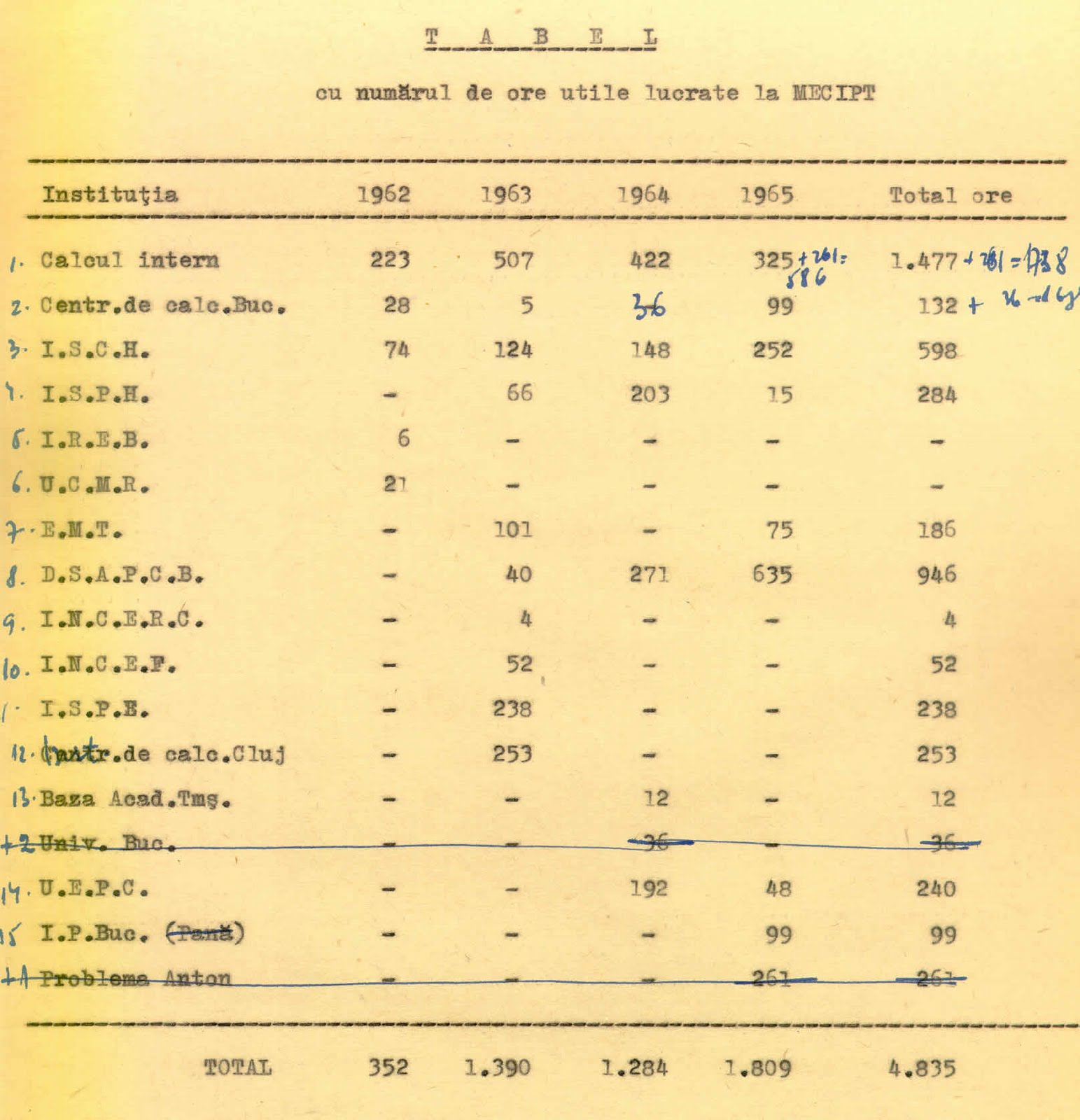
Tabel cu utilizarea MECIPT-1 între 1962-1965

Principalii beneficiari au fost Institutul de Studii și Proiectări Hidroenergetice (ISPH), Electromotor Timișoara, Direcția de Sistematizare, Arhitectură și Proiectare a Construcțiilor Banat (DSAPCB), Institutul de Studii și Proiectări Energetice (ISPE).. 

#### Rețele neuronale
În 1964 Vasile Baltac și Dan Farcaș au început să se ocupe de simularea rețelelor neuronale, încercând o colaborare cu prof. Iurii Nikolaevici Kușeliov de la Moscova. Principalul scop al acestor cercetări erau automatele autoinstruibile. În principiu se căuta modelarea fenomenelor de excitație și inhibiție a neuronilor la apariția, respectiv dispariția stimulilor. În final s-a obținut un model a unei rețele neuronale cu șase straturi, asemănătoare cu cea a creierului.

#### Traduceri

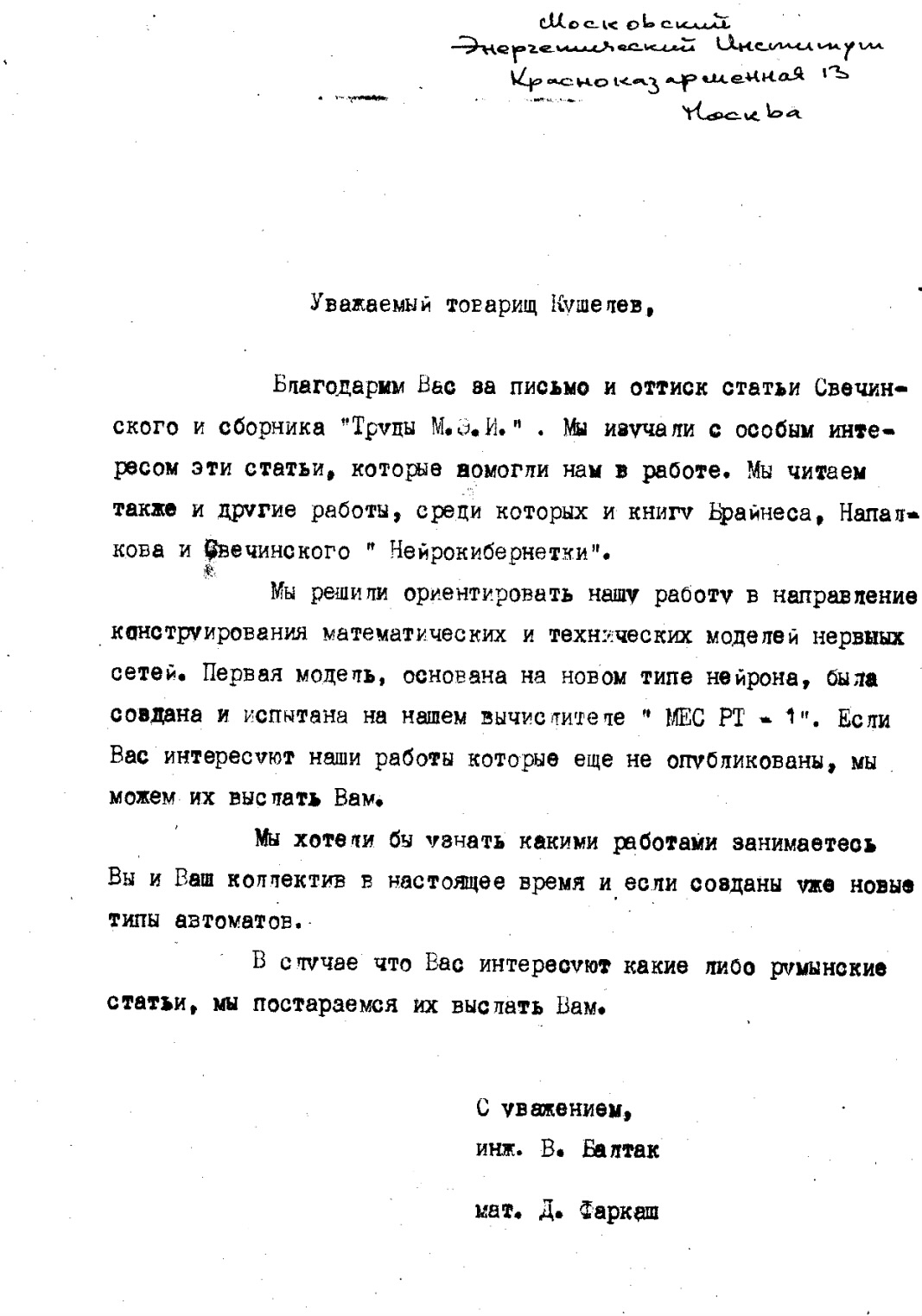
Corespondența Vasile Baltac și Dan Farcaș cu profesorul Kuseliov

Erika Domokos a scris un program de traducere automată din limba engleză în limba română. Datorită memoriei foarte mici a MECIPT-1 dicționarul cuprindea doar 60-70 de cuvinte și foarte puține reguli sintactice. La 17 mai 1962 s-a realizat prima traducere făcută de o mașină a unei fraze cerute pe loc. Dintre cele propuse, prima frază tradusă corect a fost ”You explain the development of science and we help describe the examples”, tradusă drept „Dvs. explicați dezvoltarea științei și noi ajutăm la descrierea exemplelor”. Rezultatul a creat publicului impresia că se vor putea traduce repede și ieftin cărți întregi.

#### Didactic
Între anii 1963–1966 pe MECIPT-1 au făcut practică studenți de la institutele politehnice și universitățile din Timișoara, București, Cluj și Iași.
Calculatorul a funcționat cam zece ani. În prezent câteva compenente sunt piese de muzeu care au fost restuarate la Muzeul Banatului.  și nu mai este funcțional.
Pe baza MECIPT-1, în 1962 s-a construit calculatorul CENA-1S (staționar) al MApN.

## MECIPT-2

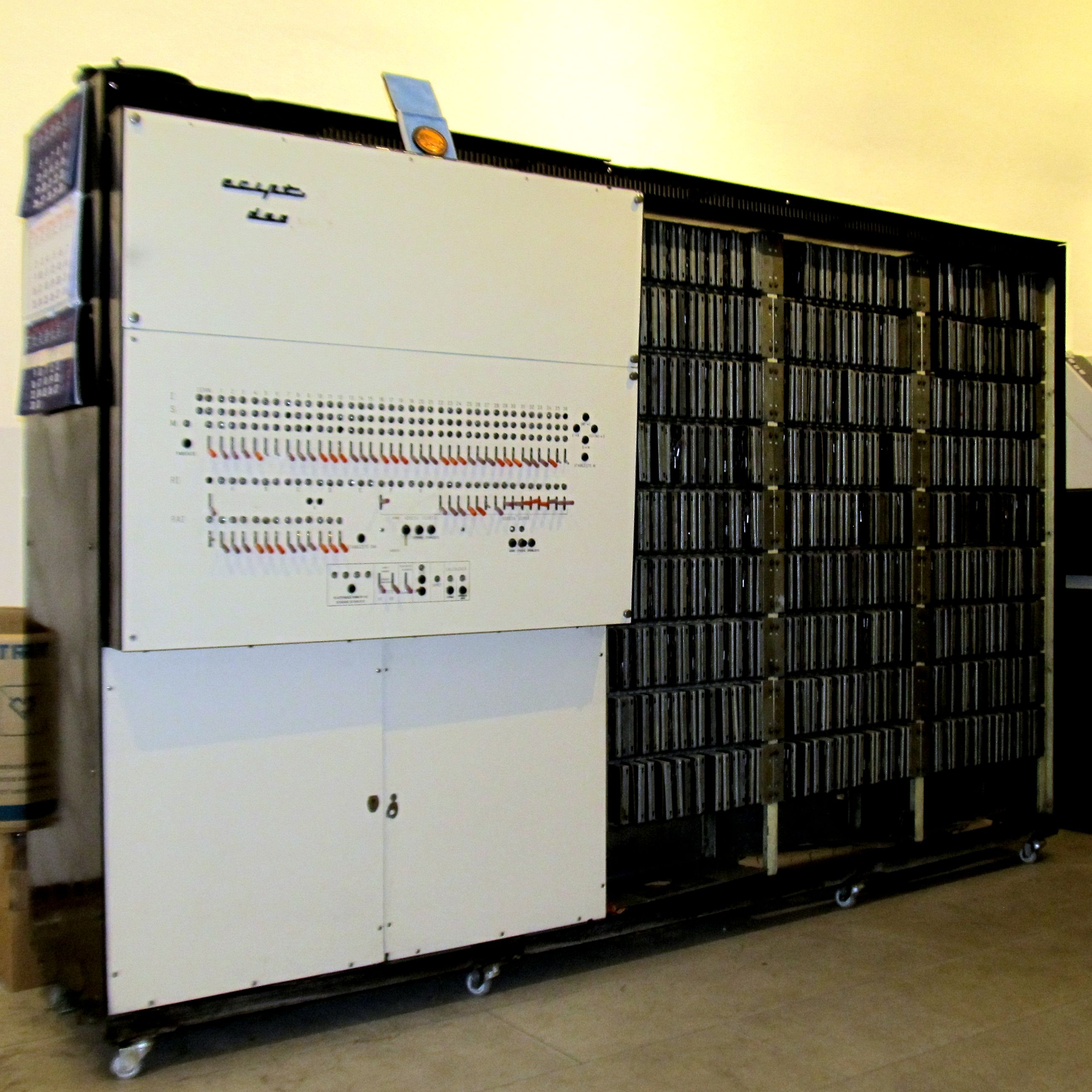
MECIPT-2 la Muzeul Banatului

MECIPT-1 era din generația întâi și se știa din momentul punerii în funcțiune că tehnologia avansase, așa că colectivul de la MECIPT și-a propus realizarea unui calculator din generația a doua, tranzistorizat și având memoria cu ferite. Tema de proiectare a fost stabilită între Löwenfeld, Kaufmann și Baltac în 1962. În 1963 s-a cerut finanțarea de către IPT pentru construirea MECIPT-2, dar aceasta n-a fost acordată, deoarece banii au fost alocați colectivului care lucra la realizarea calculatorului CETA. Ca urmare, colectivul de la MECIPT s-a orientat spre Direcția de Sistematizare, Arhitectură și Proiectare a Construcțiilor (DSAPC) Banat, beneficiarul calculelor din construcții și alimentare cu apă efectuate pe MECIPT-1, care era dispusă să finanțeze construcția unui calculator pentru uz propriu. Proiectul a devenit public la 25 martie 1964, urmând ca modulele electronice și memoriile să fie produse în cadrul Centrului de Calcul al IPT, iar montarea să se facă la sediul DSAPC. Construcția calculatorului a fost finalizată la sfârșitul anului 1965, calculatorul intrând în exploatare în primăvara anului următor.

### Construcție
A fost conceput ca un calculator electronic binar paralel cu virgulă fixă cablată și virgulă mobilă programată, cu o frecvența a generatorului de 1 MHz. Memoria principală era inițial pe un tambur magnetic și avea 4096 adrese, ulterior tamburul fiind înlocuit cu o memorie cu ferite. Viteza de calcul era mult mai mare față de cea a predecesorul său, de până la 10 000 de operații/secundă.
Acumulatorul avea 37 de biți. El putea stoca fie un număr binar de 36 de biți plus semnul pe un bit, fie 6 caractere pe 6 biți, fie o instrucțiune pe 36 de biți. Zona de adresă, de 12 biți, putea accesa 4096 de adrese de memorie. Instrucțiunile erau cu două adrese.

### Utilizări
A fost utilizat cu succes în diferite lucrări de topometrie, inginerie termică și a apelor, construcții, algebră și geometrie vectorială.
Calculatorul a fost în serviciu timp de 22 de ani. În prezent parte din calculator poate fi văzut la Muzeul UPT. MECIPT-2 încă mai este funcțional.
Pe baza MECIPT-2 a fost construit calculatorul CENA-2M („mobil”), care a fost realizat în 10 exemplare la Electronica București. Acestea au intrat în dotarea Direcțiilor Centrale ale celor patru corpuri de armată. Unii au considerat calculatorul CENA ca fiind MECIPT-3, dar prin acest nume colectivul de la Timișoara se referea la alt proiect.

## MECIPT-3

Componentă a MECIPT-3 în fază de testare

A existat un proiect pentru MECIPT-3 care urma sa fie realizat în colaborare cu Institutul pentru Tehnică de Calcul (ITC) Timișoara. Tema de proiectare a fost elaborată de Vasile Baltac, Wilhelm Löwenfeld, Iosif Kaufmann și Mircea Fildan după revenirea lui Baltac din Anglia (1967).
MECIPT-3 se intenționa să fie un calculator din generația a treia. Includea o serie de concepte avansate, atât din punctul de vedere al concepției hardware cât și din punctul de vedere al inovațiilor software pe care le aducea. Era preconizat de a avea c. 10 000 de tranzistoare, o memorie cu ferite de 4 Ki cuvinte de 37+1 biți, lector de bandă perforată, mașină de scris și imprimantă. Urma să dispună de un monitor pentru conversie de date (INEX) și putea lucra în limbaj de asamblare. Cuvintele erau prelucrate în paralel sau microprogramat. Puterea consumată de MECIPT-3 era de 2 kW. Actual un asemenea calculator este încadrat în generația treia. Deși construcția lui a început proiectul n-a mai fost finalizat, deoarece România producea deja industrial calculatoare din generația a treia. A fost abandonat definitiv în 1974 deoarece deja din 1973 Politehnica avea acces la calculatorul Centrului Teritorial de Calcul Timișoara. În 1976 Centrul de Calcul al politehnicii se dota cu propriul său calculator Felix C-256.

## Colectivul de cercetare

### Wilhelm Löwenfeld

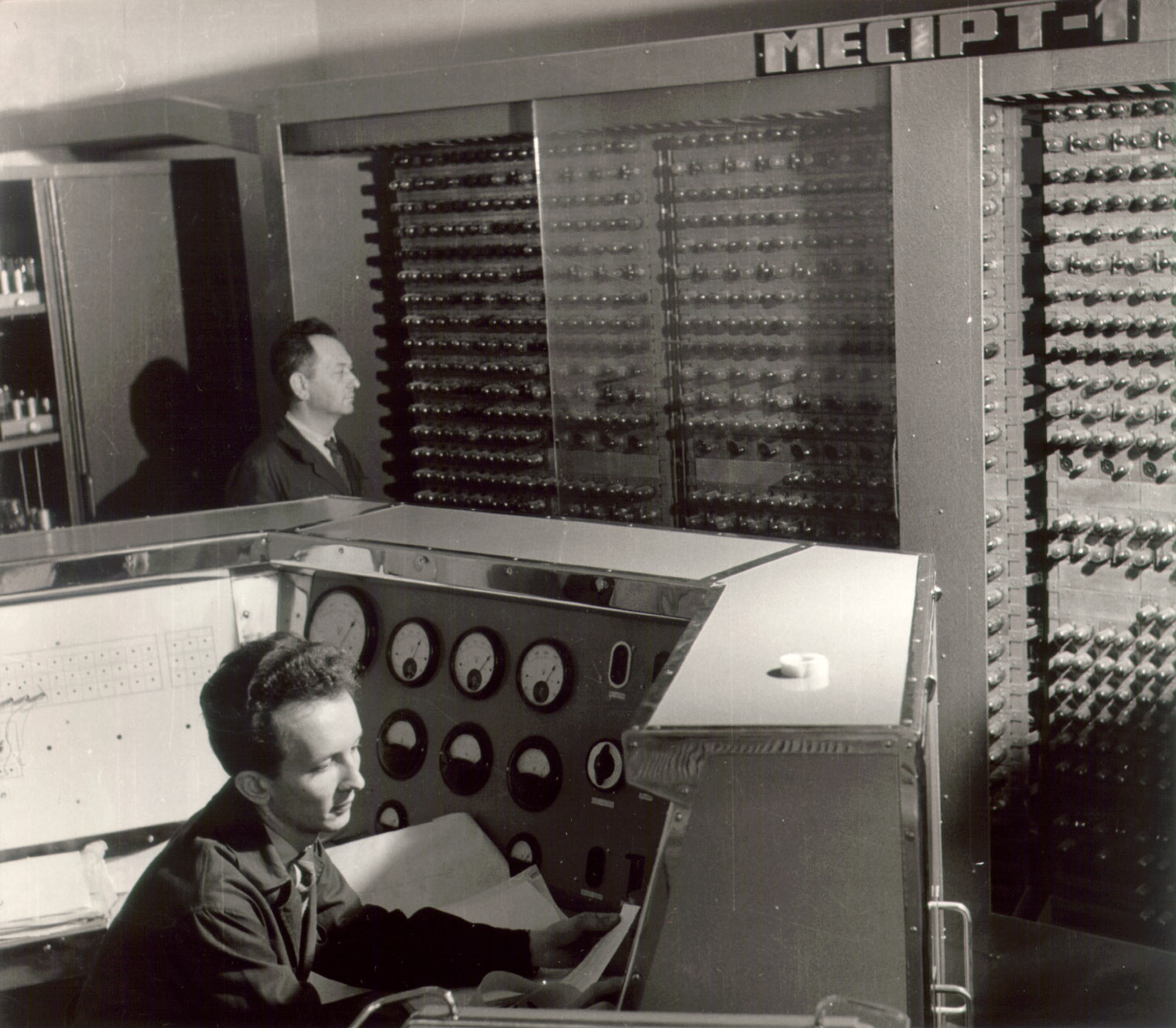
MECIPT 1 în 1962

Wilhelm Löwenfeld (n. 19 august 1922, Caransebeș – d. 2004, Pittsburgh), fiind evreu, în timpul celui de al Doilea Război Mondial (1941–1944) este internat într-un lagăr de muncă. Inginer, este profesor la liceul electrotehnic din Timișoara (1950–1952), apoi asistent și șef de lucrări la IPT (1952–1973). Între 1968–1973 este și directorul Centrului Teritorial de Calcul Electronic Timișoara. În 1974 emigrează în SUA, continuându-și cariera între 1975–1993 la Case Western Reserve University (en) (CWRU) din Cleveland. Decorat în 2003 cu Ordinul Național Steaua României în grad de cavaler.

### Iosif Kaufmann

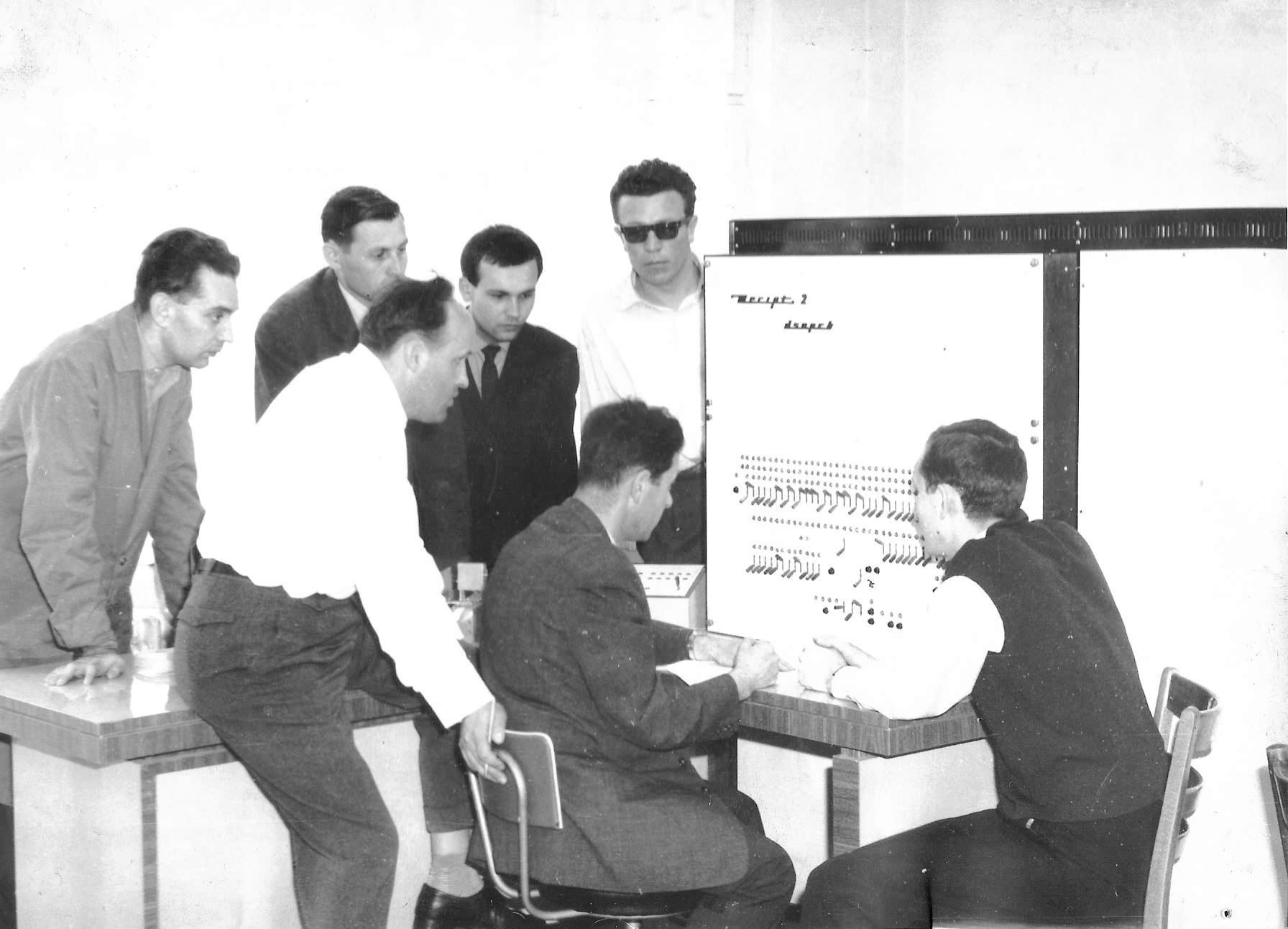
Iosif Kaufmann, Vasile Baltac, Ioan Mihăescu, Viorel Vițan, Andrei Weisz, Ioan Weber, Ladislau Kelemen la testarea MECIPT-2, DSAPC 1965

Iosif Kaufmann (n. 21 decembrie 1921, Arad – d. 2016 R. F. Germania), al cărui tată era văr primar cu Wilhelm Löwenfeld, fiind evreu, în timpul celui de al Doilea Război Mondial (1941–1944) este internat și el într-un lagăr de muncă. unde îl întâlnește pe Wilhelm Löwenfeld. Licențiat (1946), apoi doctor în matematici (1948) la Universitatea din Cluj, între 1946–1954 este profesor la un liceu din Cluj, apoi asistent și lector universitar. Între 1954–1983 este șef de lucrări și conferențiar la IPT, predând limbaje de programare. Între anii 1956–1964 își pierde postul didactic, rămânând încadrat ca simplu muncitor, ca urmare a unei cereri de emigrare în Israel. În 1983 emigrează în Israel, apoi în Germania, unde până la pensionare (în 1987) își continuă cariera didactică în cadrul Universității din Münster. Decorat în 2003 cu Ordinul Național Steaua României în grad de cavaler.

### Vasile Baltac
Vasile Baltac (n. 9 noiembrie 1940, Ploiești), student eminent, este invitat în 1961 de Kaufmann să se alăture lui și lui Löwenfeld la realizarea MECIPT-1. Realizează împreună și MECIPT-2. În 1968 trece la ITC. Între 1981–1994 este director, secretar de stat și ministru în domeniile electrotehnică, electronică și tehnică de calcul. În 1994 este cofondator al grupului SoftNet. Profesor universitar din 1996. Președinte al Asociației pentru Tehnologiile Informației și Comunicații din Romaânia. Decorat în 2003 cu Ordinul Național pentru Merit.

### Dan Farcaș
Dan Farcaș (n. 1 aprilie 1940, Reșița) a absolvit Facultatea de Matematică–Fizică a Universității de Vest din Timișoara (1960), doctor în matematici la Universitatea din București (1979). Profesor de matematică la Gătaia și Deta (1960–1962), matematician și cercetător științific la Centrul de Calcul al IPT (1962–1967). Apoi trece la CEPECA București. Între 1983–2010 se ocupă de informatica medicală, devenind membru al Academiei de Științe Medicale. Autor de lucrări de literatură științifico-fantastică.

### Gavril Gavrilescu
Gavril Gavrilescu (n. 23 august 1931, Botești – d. 23 ianuarie 2018, Timișoara) s-a pregătit pentru o carieră în aviație la  Școala de Ofițeri de aviație, pe atunci la Tecuci. În 1960 a absolvit Facultatea de Matematică–Fizică a Universității de Vest din Timișoara. După un stagiu ca profesor, în 1964 se angajează la IPT ca matematician. Programator foarte talentat, realizează asamblorul pentru MECIPT-2 și multe programe pentru DSAPCB. Între 1968–1990 lucrează la ITC Timișoara, realizând asambloare și editoare de legături pentru calculatoarele românești.

### Ștefan Mărușter
Ștefan Mărușter (n. 5 septembrie 1937, Ineu – d. 24 decembrie 2017, Timișoara), a absolvit Facultatea de Matematică–Fizică a Universității de Vest din Timișoara (1960), devenind doctor în matematici la Universitatea Babeș-Bolyai (1974) cu teza Metode numerice pentru ecuații operatoriale monotone. A fost profesor de matematică la Baia Mare (1960–1965), matematician și cercetător științific la Centrul de Calcul al IPT (1965–1972), unde a realizat programe ale bibliotecii matematice, și, împreună cu Gavril Gavrilescu, supervizorul I/O pentru MECIPT-1. Lector, conferențiar și profesor emerit la Catedra de Matematică–Informatică a Universității de Vest (1972–2003). Conducător de doctorat din 1994. Director al Oficiului de Calcul și șeful Catedrei de Informatică. Decan al Facultății de Informatică (1990–1992). Doctor Honoris Causa al Universității Babeș-Bolyai (2016).
Din colectivul MECIPT au mai făcut parte inginerii Walter Bernath, Sergiu Budu, Viorel Vițan, Ioan Weber, matematicianul Tiberiu Ilin (ulterior director al ITC Timișoara), transferați în 1968 la ITC Timișoara, Alexandru Cicortaș (prof. univ. la Universitatea de Vest) și tehnicienii Herbert Hartmann, Iosif Skolek, Nicolae Negruț, Maria Moldovan și încă câțiva.
La DSAPCB, pe MECIPT-2 au lucrat și Ioan Mihăescu, Andrei Weisz și Ladislau Kelemen.

## Aniversare MECIPT 50 ani
Aniversarea a 50 de ani de la punerea în funcțiune a MECIPT-1 a avut loc în anul 2011 la Timișoara. Cu această ocazie s-a organizat o conferință omagială, a fost dezvelită o placă comemorativă, a avut loc o întâlnire a veteranilor și s-a publicat o carte.

## Restaurare MECIPT-1
Muzeul Banatului a finalizat o parte din efortul de restaurare și a deschis o expoziție permanentă dedicată istoriei calculatoarelor. Activitatea de restaurare este în curs la Muzeul Banatului din Timișoara în cooperare cu ATIC - Asociația pentru Tehnologia Informației și Comunicațiilor din România. Au fost deja restaurate panoul de comandă, circuite logice și memoria cu tambur magnetic.